# 2003-as Formula–1 világbajnokság
A 2003-as Formula–1 világbajnokság volt az 54. FIA Formula–1 világbajnoki szezon. 2003. március 9-től október 12-ig tartott, és 16 futamból állt. Mind az egyéni, mind a konstruktőri versenyben bajnoki címvédés történt, a versenyzők közt Michael Schumacher hatodik, még a gyártók közt a Ferrari tizenharmadik világbajnokságát nyerte. Ebben az évben debütált Baumgartner Zsolt, Nicolas Kiesa, Antônio Pizzonia, Justin Wilson, Cristiano da Matta és Ralph Firman.
A 2003-as szezonban tizenöt nemzet huszonnégy versenyzője vett részt. Legnagyobb számban Németország képviseltette magát négy versenyzőjével, de Brazília és Nagy-Britannia is egyaránt három-három fővel volt jelen.

## Változások 2003-ban

### Átigazolások
- Jenson Button: Renault → BAR
- Mark Webber: Minardi → Jaguar
- Olivier Panis: BAR → Toyota

### Visszatérő versenyzők
- Jos Verstappen:  → Minardi
- Fernando Alonso: Renault tesztversenyző → Renault versenyző

### Újonc versenyzők
- Ralph Firman: Nakajima Racing, Formula Nippon → Jordan
- Antônio Pizzonia: Petrobas Junior Team, Formula 3000 → Jaguar
- Christiano da Matta: Newmann/Haas Racing, CART → Toyota
- Justin Wilson: → Minardi
- Nicolas Kiesa: Super Nova Racing, Formula 3000 → Minardi (Justin Wilson helyére, a Német nagydíjtól kezdve.)
- Baumgartner Zsolt: Coloni Motorsport, Formula 3000 → Jordan (Ralph Firman helyére, a magyar és az olasz nagydíjra.)

### Távozó versenyzők
- Felipe Massa: Sauber → Ferrari tesztversenyző
- Mika Salo: Toyota → PK Racing, CART
- Allan McNish: Toyota → Renault tesztversenyző
- Eddie Irvine: Jaguar → visszavonult
- Pedro de la Rosa: Jaguar → McLaren tesztversenyző

### Csapatok és versenyzők
A következő csapatok és versenyzők vettek rész a 2003-as világbajnokságban:
| Csapat                     | Konstruktőr      | Modell         | Motor                                           | Abroncs | #  | Versenyző             | Fordulók    | Tesztversenyző                             |
| -------------------------- | ---------------- | -------------- | ----------------------------------------------- | ------- | -- | --------------------- | ----------- | ------------------------------------------ |
| Scuderia Ferrari Marlboro  | Ferrari          | F2002 F2003-GA | Ferrari 051 3.0 V10 Ferrari 052 3.0 V10         | B       | 1  | Michael Schumacher    | Összes      | Luca Badoer Felipe Massa                   |
| Scuderia Ferrari Marlboro  | Ferrari          | F2002 F2003-GA | Ferrari 051 3.0 V10 Ferrari 052 3.0 V10         | B       | 2  | Rubens Barrichello    | Összes      | Luca Badoer Felipe Massa                   |
| BMW Williams F1 Team       | Williams-BMW     | FW25           | BMW P83 3.0 V10                                 | M       | 3  | Juan Pablo Montoya    | Összes      | Antônio Pizzonia Marc Gené                 |
| BMW Williams F1 Team       | Williams-BMW     | FW25           | BMW P83 3.0 V10                                 | M       | 4  | Ralf Schumacher       | 1-13, 15-16 | Antônio Pizzonia Marc Gené                 |
| BMW Williams F1 Team       | Williams-BMW     | FW25           | BMW P83 3.0 V10                                 | M       | 4  | Marc Gené             | 14          | Antônio Pizzonia Marc Gené                 |
| West McLaren Mercedes      | McLaren-Mercedes | MP4-17D        | Mercedes FO110M 3.0 V10 Mercedes FO110P 3.0 V10 | M       | 5  | David Coulthard       | Összes      | Alexander Wurz                             |
| West McLaren Mercedes      | McLaren-Mercedes | MP4-17D        | Mercedes FO110M 3.0 V10 Mercedes FO110P 3.0 V10 | M       | 6  | Kimi Räikkönen        | Összes      | Alexander Wurz                             |
| Mild Seven Renault F1 Team | Renault          | R23 R23B       | Renault RS23 3.0 V10                            | M       | 7  | Jarno Trulli          | Összes      | Allan McNish                               |
| Mild Seven Renault F1 Team | Renault          | R23 R23B       | Renault RS23 3.0 V10                            | M       | 8  | Fernando Alonso       | Összes      | Allan McNish                               |
| Sauber Petronas            | Sauber-Petronas  | C22            | Petronas 03A 3.0 V10                            | B       | 9  | Nick Heidfeld         | Összes      | Neel Jani                                  |
| Sauber Petronas            | Sauber-Petronas  | C22            | Petronas 03A 3.0 V10                            | B       | 10 | Heinz-Harald Frentzen | Összes      | Neel Jani                                  |
| Jordan Ford                | Jordan-Ford      | EJ13           | Ford RS1 3.0 V10                                | B       | 11 | Giancarlo Fisichella  | Összes      | Baumgartner Zsolt Satoshi Motoyama         |
| Jordan Ford                | Jordan-Ford      | EJ13           | Ford RS1 3.0 V10                                | B       | 12 | Ralph Firman          | 1-12, 15-16 | Baumgartner Zsolt Satoshi Motoyama         |
| Jordan Ford                | Jordan-Ford      | EJ13           | Ford RS1 3.0 V10                                | B       | 12 | Baumgartner Zsolt     | 13-14       | Baumgartner Zsolt Satoshi Motoyama         |
| Jaguar Racing              | Jaguar-Cosworth  | R4             | Cosworth CR-5 3.0 V10                           | M       | 14 | Mark Webber           | Összes      | André Lotterer                             |
| Jaguar Racing              | Jaguar-Cosworth  | R4             | Cosworth CR-5 3.0 V10                           | M       | 15 | Antônio Pizzonia      | 1-11        | André Lotterer                             |
| Jaguar Racing              | Jaguar-Cosworth  | R4             | Cosworth CR-5 3.0 V10                           | M       | 15 | Justin Wilson         | 12-16       | André Lotterer                             |
| Lucky Strike BAR Honda     | BAR-Honda        | 005            | Honda RA003E 3.0 V10                            | B       | 16 | Jacques Villeneuve    | 1-15        | Szató Takuma                               |
| Lucky Strike BAR Honda     | BAR-Honda        | 005            | Honda RA003E 3.0 V10                            | B       | 16 | Szató Takuma          | 16          | Szató Takuma                               |
| Lucky Strike BAR Honda     | BAR-Honda        | 005            | Honda RA003E 3.0 V10                            | B       | 17 | Jenson Button         | Összes      | Szató Takuma                               |
| European Minardi Cosworth  | Minardi-Cosworth | PS03           | Cosworth CR-3 3.0 V10                           | B       | 18 | Justin Wilson         | 1-11        | Nicolas Kiesa Matteo Bobbi Gianmaria Bruni |
| European Minardi Cosworth  | Minardi-Cosworth | PS03           | Cosworth CR-3 3.0 V10                           | B       | 18 | Nicolas Kiesa         | 12-16       | Nicolas Kiesa Matteo Bobbi Gianmaria Bruni |
| European Minardi Cosworth  | Minardi-Cosworth | PS03           | Cosworth CR-3 3.0 V10                           | B       | 19 | Jos Verstappen        | Összes      | Nicolas Kiesa Matteo Bobbi Gianmaria Bruni |
| Panasonic Toyota Racing    | Toyota           | TF103          | Toyota RVX-03 3.0 V10                           | M       | 20 | Olivier Panis         | Összes      | Ricardo Zonta                              |
| Panasonic Toyota Racing    | Toyota           | TF103          | Toyota RVX-03 3.0 V10                           | M       | 21 | Cristiano da Matta    | Összes      | Ricardo Zonta                              |

## Futamok
| #   | Nagydíj              | Pole Pozíció       | Leggyorsabb kör    | Győztes pilóta       | Győztes konstruktőr | Összefoglaló |
| --- | -------------------- | ------------------ | ------------------ | -------------------- | ------------------- | ------------ |
| 698 | ausztrál nagydíj     | Michael Schumacher | Kimi Räikkönen     | David Coulthard      | McLaren             | Összefoglaló |
| 699 | maláj nagydíj        | Fernando Alonso    | Michael Schumacher | Kimi Räikkönen       | McLaren             | Összefoglaló |
| 700 | brazil nagydíj       | Rubens Barrichello | Rubens Barrichello | Giancarlo Fisichella | Jordan              | Összefoglaló |
| 701 | San Marinó-i nagydíj | Michael Schumacher | Michael Schumacher | Michael Schumacher   | Ferrari             | Összefoglaló |
| 702 | spanyol nagydíj      | Michael Schumacher | Rubens Barrichello | Michael Schumacher   | Ferrari             | Összefoglaló |
| 703 | osztrák nagydíj      | Michael Schumacher | Michael Schumacher | Michael Schumacher   | Ferrari             | Összefoglaló |
| 704 | monacói nagydíj      | Ralf Schumacher    | Kimi Räikkönen     | Juan Pablo Montoya   | Williams            | Összefoglaló |
| 705 | kanadai nagydíj      | Ralf Schumacher    | Fernando Alonso    | Michael Schumacher   | Ferrari             | Összefoglaló |
| 706 | európai nagydíj      | Kimi Räikkönen     | Kimi Räikkönen     | Ralf Schumacher      | Williams            | Összefoglaló |
| 707 | francia nagydíj      | Ralf Schumacher    | Juan Pablo Montoya | Ralf Schumacher      | Williams            | Összefoglaló |
| 708 | brit nagydíj         | Rubens Barrichello | Rubens Barrichello | Rubens Barrichello   | Ferrari             | Összefoglaló |
| 709 | német nagydíj        | Juan Pablo Montoya | Juan Pablo Montoya | Juan Pablo Montoya   | Williams            | Összefoglaló |
| 710 | magyar nagydíj       | Fernando Alonso    | Juan Pablo Montoya | Fernando Alonso      | Renault             | Összefoglaló |
| 711 | olasz nagydíj        | Michael Schumacher | Michael Schumacher | Michael Schumacher   | Ferrari             | Összefoglaló |
| 712 | amerikai nagydíj     | Kimi Räikkönen     | Michael Schumacher | Michael Schumacher   | Ferrari             | Összefoglaló |
| 713 | japán nagydíj        | Rubens Barrichello | Ralf Schumacher    | Rubens Barrichello   | Ferrari             | Összefoglaló |

## Bajnokság végeredménye

### Versenyzők
Pontozás:
| Helyezés | 1. | 2. | 3. | 4. | 5. | 6. | 7. | 8. | 9.-20. |
| -------- | -- | -- | -- | -- | -- | -- | -- | -- | ------ |
| Pont     | 10 | 8  | 6  | 5  | 4  | 3  | 2  | 1  | 0      |

| Helyezés | Versenyző     | AUS | MAL | BRA | SMR | ESP | AUT | MON | CAN | EUR | FRA | GBR | GER | HUN | ITA | USA | JPN | Pontszám |
| -------- | ------------- | --- | --- | --- | --- | --- | --- | --- | --- | --- | --- | --- | --- | --- | --- | --- | --- | -------- |
| 1        | M. Schumacher | 4   | 6   | Ki  | 1   | 1   | 1   | 3   | 1   | 5   | 3   | 4   | 7   | 8   | 1   | 1   | 8   | 93       |
| 2        | Räikkönen     | 3   | 1   | 2   | 2   | Ki  | 2   | 2   | 6   | Ki  | 4   | 3   | Ki  | 2   | 4   | 2   | 2   | 91       |
| 3        | Montoya       | 2   | 12  | Ki  | 7   | 4   | Ki  | 1   | 3   | 2   | 2   | 2   | 1   | 3   | 2   | 6   | Ki  | 82       |
| 4        | Barrichello   | Ki  | 2   | Ki  | 3   | 3   | 3   | 8   | 5   | 3   | 7   | 1   | Ki  | Ki  | 3   | Ki  | 1   | 65       |
| 5        | R. Schumacher | 8   | 4   | 7   | 4   | 5   | 6   | 4   | 2   | 1   | 1   | 9   | Ki  | 4   | Sér | Ki  | 12  | 58       |
| 6        | Alonso        | 7   | 3   | 3   | 6   | 2   | Ki  | 5   | 4   | 4   | Ki  | Ki  | 4   | 1   | 8   | Ki  | Ki  | 55       |
| 7        | Coulthard     | 1   | Ki  | 4   | 5   | Ki  | 5   | 7   | Ki  | 15  | 5   | 5   | 2   | 5   | Ki  | Ki  | 3   | 51       |
| 8        | Trulli        | 5   | 5   | 8   | 13  | Ki  | 8   | 6   | Ki  | Ki  | Ki  | 6   | 3   | 7   | Ki  | 4   | 5   | 33       |
| 9        | Button        | 10  | 7   | Ki  | 8   | 9   | 4   | Vi  | Ki  | 7   | Ki  | 8   | 8   | 10  | Ki  | Ki  | 4   | 17       |
| 10       | Webber        | Ki  | Ki  | 9   | Ki  | 7   | 7   | Ki  | 7   | 6   | 6   | 14  | 11  | 6   | 7   | Ki  | 11  | 17       |
| 11       | Frentzen      | 6   | 9   | 5   | 11  | Ki  | Ni  | Ki  | Ki  | 9   | 12  | 12  | Ki  | Ki  | 13  | 3   | Ki  | 13       |
| 12       | Fisichella    | Ki  | Ki  | 1   | 15  | Ki  | Ki  | 10  | Ki  | 12  | Ki  | Ki  | 13  | Ki  | 10  | 7   | Ki  | 12       |
| 13       | da Matta      | Ki  | 11  | 10  | 12  | 6   | 10  | 9   | 11  | Ki  | 11  | 7   | 6   | 11  | Ki  | 9   | 7   | 10       |
| 14       | Heidfeld      | Ki  | 8   | Ki  | 10  | 10  | Ki  | 11  | Ki  | 8   | 13  | 17  | 10  | 9   | 9   | 5   | 9   | 6        |
| 15       | Panis         | Ki  | Ki  | Ki  | 9   | Ki  | Ki  | 13  | 8   | Ki  | 8   | 11  | 5   | Ki  | Ki  | Ki  | 10  | 6        |
| 16       | Villeneuve    | 9   | Ni  | 6   | Ki  | Ki  | 12  | Ki  | Ki  | Ki  | 9   | 10  | 9   | Ki  | 6   | Ki  |     | 6        |
| 17       | Gené          |     |     |     |     |     |     |     |     |     |     |     |     |     | 5   |     |     | 4        |
| 18       | Szató         |     |     |     |     |     |     |     |     |     |     |     |     |     |     |     | 6   | 3        |
| 19       | Firman        | Ki  | 10  | Ki  | Ki  | 8   | 11  | 12  | Ki  | 11  | 15  | 13  | Ki  | Vi  |     | Ki  | 14  | 1        |
| 20       | Wilson        | Ki  | Ki  | Ki  | Ki  | 11  | 13  | Ki  | Ki  | 13  | 14  | 16  | Ki  | Ki  | Ki  | 8   | 13  | 1        |
| 21       | Pizzonia      | Ki  | Ki  | Ki  | 14  | Ki  | 9   | Ki  | 10  | 10  | 10  | Ki  |     |     |     |     |     | 0        |
| 22       | Verstappen    | 11  | 13  | Ki  | Ki  | 12  | Ki  | Ki  | 9   | 14  | 16  | 15  | Ki  | 12  | Ki  | 10  | 15  | 0        |
| 23       | Kiesa         |     |     |     |     |     |     |     |     |     |     |     | 12  | 13  | 12  | 11  | 16  | 0        |
| 24       | Baumgartner   |     |     |     |     |     |     |     |     |     |     |     |     | Ki  | 11  |     |     | 0        |
| Helyezés | Versenyző     | AUS | MAL | BRA | SMR | ESP | AUT | MON | CAN | EUR | FRA | GBR | GER | HUN | ITA | USA | JPN | Pontszám |

### Konstruktőrök bajnoksága
| Poz. | Konstruktőr      | #  | AUS | MAL | BRA | SMR | ESP | AUT | MON | CAN | EUR | FRA | GBR | GER | HUN | ITA | USA | JPN | Pontok |
| ---- | ---------------- | -- | --- | --- | --- | --- | --- | --- | --- | --- | --- | --- | --- | --- | --- | --- | --- | --- | ------ |
| 1    | Ferrari          | 1  | 4   | 6   | Ki  | 1   | 1   | 1   | 3   | 1   | 5   | 3   | 4   | 7   | 8   | 1   | 1   | 8   | 158    |
| 1    | Ferrari          | 2  | Ki  | 2   | Ki  | 3   | 3   | 3   | 8   | 5   | 3   | 7   | 1   | Ki  | Ki  | 3   | Ki  | 1   | 158    |
| 2    | Williams-BMW     | 3  | 2   | 12  | Ki  | 7   | 4   | Ki  | 1   | 3   | 2   | 2   | 2   | 1   | 3   | 2   | 6   | Ki  | 144    |
| 2    | Williams-BMW     | 4  | 8   | 4   | 7   | 4   | 5   | 6   | 4   | 2   | 1   | 1   | 9   | Ki  | 4   | 5   | Ki  | 12  | 144    |
| 3    | McLaren-Mercedes | 5  | 1   | Ki  | 4   | 5   | Ki  | 5   | 7   | Ki  | 15  | 5   | 5   | 2   | 5   | Ki  | Ki  | 3   | 142    |
| 3    | McLaren-Mercedes | 6  | 3   | 1   | 2   | 2   | Ki  | 2   | 2   | 6   | Ki  | 4   | 3   | Ki  | 2   | 4   | 2   | 2   | 142    |
| 4    | Renault          | 7  | 5   | 5   | 8   | 13  | Ki  | 8   | 6   | Ki  | Ki  | Ki  | 6   | 3   | 7   | Ki  | 4   | 5   | 88     |
| 4    | Renault          | 8  | 7   | 3   | 3   | 6   | 2   | Ki  | 5   | 4   | 4   | Ki  | Ki  | 4   | 1   | 8   | Ki  | Ki  | 88     |
| 5    | BAR-Honda        | 16 | 9   | Ni  | 6   | Ki  | Ki  | 12  | Ki  | Ki  | Ki  | 9   | 10  | 9   | Ki  | 6   | Ki  | 6   | 26     |
| 5    | BAR-Honda        | 17 | 10  | 7   | Ki  | 8   | 9   | 4   | Vi  | Ki  | 7   | Ki  | 8   | 8   | 10  | Ki  | Ki  | 4   | 26     |
| 6    | Sauber-Petronas  | 9  | Ki  | 8   | Ki  | 10  | 10  | Ki  | 11  | Ki  | 8   | 13  | 17  | 10  | 9   | 9   | 5   | 9   | 19     |
| 6    | Sauber-Petronas  | 10 | 6   | 9   | 5   | 11  | Ki  | Ni  | Ki  | Ki  | 9   | 12  | 12  | Ki  | Ki  | 13  | 3   | Ki  | 19     |
| 7    | Jaguar-Cosworth  | 14 | Ki  | Ki  | 9   | Ki  | 7   | 7   | Ki  | 7   | 6   | 6   | 14  | 11  | 6   | 7   | Ki  | 11  | 18     |
| 7    | Jaguar-Cosworth  | 15 | 13  | Ki  | Ki  | 14  | Ki  | 9   | Ki  | 10  | 10  | 10  | Ki  | Ki  | Ki  | Ki  | 8   | 13  | 18     |
| 8    | Toyota           | 20 | Ki  | Ki  | Ki  | 9   | Ki  | Ki  | 13  | 8   | Ki  | 8   | 11  | 5   | Ki  | Ki  | Ki  | 10  | 16     |
| 8    | Toyota           | 21 | Ki  | 11  | 10  | 12  | 6   | 10  | 9   | 11  | Ki  | 11  | 7   | 6   | 11  | Ki  | 9   | 7   | 16     |
| 9    | Jordan-Ford      | 11 | 12  | Ki  | 1   | 15  | Ki  | Ki  | 10  | Ki  | 12  | Ki  | Ki  | 13  | Ki  | 10  | 7   | Ki  | 13     |
| 9    | Jordan-Ford      | 12 | Ki  | 10  | Ki  | Ki  | 8   | 11  | 12  | Ki  | 11  | 15  | 13  | Ki  | Ki  | 11  | Ki  | 14  | 13     |
| 10   | Minardi-Cosworth | 18 | Ki  | Ki  | Ki  | Ki  | 11  | 13  | Ki  | Ki  | 13  | 14  | 16  | 12  | 13  | 12  | 11  | 16  | 0      |
| 10   | Minardi-Cosworth | 19 | 11  | 13  | Ki  | Ki  | 12  | Ki  | Ki  | 9   | 14  | 16  | 15  | Ki  | 12  | Ki  | 10  | 15  | 0      |
| Poz. | Konstruktőr      | #  | AUS | MAL | BRA | SMR | ESP | AUT | MON | CAN | EUR | FRA | GBR | GER | HUN | ITA | USA | JPN | Pontok |

### Statisztikák
|    | Gyártó           | Modell         | Motor                           | Gumi | Rajt | Győzelem | Dobogó | Pole pozíció | Leggyorsabb kör | Pont |
| -- | ---------------- | -------------- | ------------------------------- | ---- | ---- | -------- | ------ | ------------ | --------------- | ---- |
| 1  | Ferrari          | F2002 F2003-GA | Ferrari 051 V10 Ferrari 052 V10 | B    | 16   | 8        | 16     | 8            | 8               | 158  |
| 2  | Williams-BMW     | FW25           | BMW P83 V10                     | M    | 16   | 4        | 12     | 4            | 4               | 144  |
| 3  | McLaren-Mercedes | MP4-17D        | Mercedes Benz F0110M V 10       | M    | 16   | 2        | 13     | 2            | 3               | 142  |
| 4  | Renault          | R23 R23B       | Renault RS23 V10                | M    | 16   | 1        | 5      | 2            | 1               | 88   |
| 5  | BAR-Honda        | 005            | Honda RA003E V10                | B    | 16   | 0        | 0      | 0            | 0               | 26   |
| 6  | Sauber-Petronas  | C22            | Petronas 03A V10                | B    | 16   | 0        | 1      | 0            | 0               | 19   |
| 7  | Jaguar-Cosworth  | R4             | Cosworth CR-5 V10               | M    | 16   | 0        | 0      | 0            | 0               | 18   |
| 8  | Toyota           | TF103          | Toyota RVX-03 V10               | M    | 16   | 0        | 0      | 0            | 0               | 16   |
| 9  | Jordan-Ford      | EJ13           | Ford CR-5 V10                   | B    | 16   | 1        | 1      | 0            | 0               | 13   |
| 10 | Minardi-Cosworth | PS03           | Cosworth CR-3 V10               | B    | 16   | 0        | 0      | 0            | 0               | 0    |

## Közvetítések
A 2003-as szezonban az RTL Klub csatorna közvetítette az időmérő edzéseket és a futamokat, többnyire élőben, kivételt képezett a felvételről sugárzott brazil és kanadai nagydíj. A magyar idő szerint kora reggeli versenyeket délután meg is ismételték. A magyar nagydíj kivételével valamennyi futamot a budapesti stúdióból kommentálták. A kommentátorok Palik László és Czollner Gyula voltak, Palikot szükség esetén Wéber Gábor helyettesítette szakkommentátorként. A helyszíni riporter Szujó Zoltán volt. A stúdióműsorokat Gyulai Balázs és Héder Barna vezették, visszatérő vendégeik Wéber Gábor és Szabó Róbert voltak.

## Videók
- A szezon összefoglalója. YouTube [halott link]